# Neolophonotus dubius
Neolophonotus dubius là một loài ruồi trong họ Asilidae. Neolophonotus dubius được Bezzi miêu tả năm 1892. Loài này phân bố ở vùng nhiệt đới châu Phi.